# Aweida

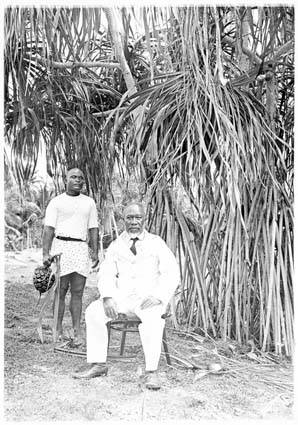
Król Aweida (na krześle)

Aweida, także Auweida, Auweyida, Oweida (ur. 1850, zm. 1921) – dwukrotny król Nauru.
Rządy zaczął sprawować w młodym wieku; od tego momentu, władał wyspą do 1878 roku. W tym samym roku abdykował, w wyniku trwającej wówczas wojny domowej. Po 10-letnim okresie bezkrólewia, ponownie zasiadł na tronie. W 1888 roku, Nauru zostało jednak wcielone w skład niemieckiej Nowej Gwinei; Aweida dalej sprawował rządy, jednak już tylko pod kuratelą kolonizatorów (aż do swojej śmierci w 1921 roku).
Aweida był przewodniczącym lokalnego oddziału „Czerwonego Krzyża”, a pod koniec życia był także diakonem w kościele ewangelickim.
Jego żoną była Eigamoiya.